# حوزه انتخابیه سوم اورگن
حوزه انتخابیه سوم اورگن یک حوزه انتخابیه مجلس نمایندگان آمریکا است که در ایالت اورگن قرار دارد.